# Nyakagezi (periodiskt vattendrag i Burundi, Makamba)
Nyakagezi är ett periodiskt vattendrag i Burundi.   Det ligger i provinsen Makamba, i den södra delen av landet, 110 km söder om huvudstaden Bujumbura.
Omgivningarna runt Nyakagezi är en mosaik av jordbruksmark och naturlig växtlighet. Runt Nyakagezi är det ganska tätbefolkat, med 166 invånare per kvadratkilometer.